# Tenth Avenue Angel
Tenth Avenue Angel è un film del 1948 diretto da Roy Rowland e interpretato da Margaret O'Brien, Angela Lansbury e George Murphy.

La pellicola, pur avendo come protagoniste la piccola star degli anni Quaranta Margaret O'Brien e la futura "signora in giallo" Angela Lansbury, all'epoca poco più che ventenne, non ebbe molto successo ai botteghini e non fu mai distribuito in Italia.

## Trama
La piccola Flavia vive con la sua famiglia ed è entusiasta dell'arrivo del nuovo fidanzato di sua zia. Le viene raccontato che l'uomo ha viaggiato tanto e ciò la incuriosisce, ma non sa che in realtà è un ex detenuto appena uscito dalla prigione. Dopo l'iniziale disappunto dovuto a questa scoperta, Flavia riuscirà a riacquistare la fiducia verso gli altri.